# Karl Patterson Schmidt
Karl Patterson Schmidt (19. června 1890 Lake Forest – 26. září 1957 Chicago) byl americký herpetolog, jeden z nejvýznamnějších herpetologů 20. století. Pojmenoval na 200 druhů a byl odborníkem na korálovcovité hady.

## Rodina
Karl Patterson Schmidt byl synem George W. Schmidta a Margaret Patterson Schmidtové. Otec byl profesor původem z Německa, který v době narození K. P. Schmidta vyučoval v Lake Forest v Illinois. Jeho rodina opustila město v roce 1907 a usadila se ve Wisconsinu, kde pracovala na farmě blízko města Stanley. Na začátku srpna 1935 zde při požáru zemřela Schmidtova matka a jeho mladší bratr.
Karl Schmidt se roku 1919 oženil s Margaret Wightmanovou a měl s ní dva syny, Johna a Roberta.

## Vzdělání
Roku 1913 byl přijat na Cornellovu univerzitu, kde studoval biologii a geologii. Zájem o herpetologii v něm propukl roku 1915. Roku 1916 obdržel titul Bachelor of Arts a uskutečnil svou první geologickou expedici do Santo Dominga. Roku 1952 získal Čestný titul doktora věd od Earlham College.

## Kariéra
Mezi lety 1916 až 1922 pracoval coby vědecký asistent herpetologie v Americkém přírodovědném muzeu v New Yorku pod známými americkými herpetology Mary Cynthií Dickersonovou a Gladwynem K. Noblem. Roku 1919 uskutečnil svou první sběratelskou expedici do Portorika a roku 1922 se stal asistentem kurátora plazů a obojživelníků v chicagském Field Museum of Natural History. Mezi lety 1923 až 1934 uskutečnil další sběratelské expedice, a to pro toto muzeum. Cestoval po Střední a Jižní Americe, roku 1923 navštívil Honduras, roku 1926 Brazílii a mezi lety 1933 a 1934 Guatemalu. V roce 1937 se stal až do roku 1949 redaktorem herpetologického a ichtyologického periodika Copeia. Mezi lety 1941 až 1955 se stal hlavním kurátorem zoologie pro Field Museum a od roku 1942 do roku 1946 byl prezidentem ichtyologické a herpetologické společnosti American Society of Ichthyologists and Herpetologists. O sedm let později pak uskutečnil svou poslední expedici (Izrael).

## Smrt
Karl Patterson Schmidt zemřel roku 1957 na následky uštknutí užovkovitého hada bojgy africké (Dispholidus typus). Mylně se domníval, že nemůže dojít k fatálním následkům, neboť had byl mladý jedinec a podle Schmidta neměl mít ještě dostatečné množství jedu. Had uštknul Schmidta do levého palce. Po útoku Schmidt dělal podrobné poznámky o symptomech až téměř do okamžiku smrti. Několik hodin před úmrtím mu byla nabídnuta lékařská péče, ale Schmidt ji odmítl, protože by narušila příznaky, které dokumentoval. Oběti se vlivem účinků jedu začne tvořit v krvi tolik malých sraženin, že nakonec ztratí schopnost hemokoagulace a vnitřně vykrvácí. Karl Paterson Schmidt zemřel 24 hodin od uštknutí, krvácel do plic, ledvin, srdce a mozku.

## Odkaz
Na jeho počest bylo pojmenováno mnoho druhů včetně následujících:
- Acanthodactylus schmidti Haas, 1957
- Afrotyphlops schmidti (Laurent, 1956)
- Amphisbaena schmidti Gans, 1964
- Aspidoscelis hyperythra schmidti Van Denburgh & Slevin, 1921
- Batrachuperus karlschmidti Liu, 1950
- Calamaria schmidti Marx & Inger, 1955
- Coniophanes schmidti Bailey, 1937
- Eleutherodactylus karlschmidti C. Grant, 1931
- Emoia schmidti W. Brown, 1954
- Lerista karlschmidti (Marx & Hosmer, 1959)
- Liolaemus schmidti (Marx, 1960)
- Pseudoxenodon karlschmidti Pope, 1928
- Scincella schmidti Barbour, 1927
- Thrasops schmidti Loveridge, 1936
- Tribolonotus schmidti Burt, 1930
- Urosaurus ornatus schmidti (Mittleman, 1940)
- Varanus karlschmidti Mertens, 1951

## Dílo
Napsal více než 200 publikací. Jeho kniha Living Reptiles of the World se stala celosvětovým bestsellerem.

### Knihy
- 1933 Amphibians and Reptiles Collected by The Smithsonian Biological Survey of the Panama Canal Zone
- 1934 Homes and Habits of Wild Animals
- 1938 Our Friendly Animals and When They Came
- 1941 Field Book of Snakes of the United States and Canada with Delbert Dwight Davis
- 1949 Principles of Animal Ecology with Warder Clyde Allee (1885–1955) and Alfred Edwards Emerson
- 1951 Ecological Animal Geography: An Authorized, Rewritten edition s W. C. Alleem, založené na Tiergeographie auf oekologischer Grundlage od Richarda Hesse. 2nd, John Wiley & Sons, New York
- 1953 A Check List of North American Amphibians and Reptiles
- 1957 Living Reptiles of the World s Robertem Frederickem Ingerem

### Další publikace
- Schmidt, Karl P. (1925). "New Reptiles and a New Salamander from China". American Museum Novitates (157): 1-6.
- Schmidt, Karl P. (1930). "Reptiles of Marshall Field North Arabian desert expeditions, 1927–1928". Field Museum of Natural History Publication 273, Zoological series vol. 17, no. 6., p. 223-230.
- Schmidt, Karl P.; Shannon, F. A. (1947). "Notes on Amphibians and Reptiles of Michoacan, Mexico". Fieldiana Zool. 31: 63–85.